# Olympische Sommerspiele 2012/Rudern – Vierer ohne Steuermann
Der Ruderwettbewerb im Vierer ohne Steuermann der Männer bei den Olympischen Spielen 2012 in London wurde vom 30. Juli bis zum 4. August 2012 auf dem Dorney Lake ausgetragen. 52 Athleten in 13 Booten traten an.
Die Ruderregatta, die über 2000 Meter ausgetragen wurde, begann mit drei Vorläufen. Die ersten drei Boote zogen ins Halbfinale ein, die restlichen starteten im Hoffnungslauf. Hier konnten sich die ersten drei Boote für das Halbfinale qualifizieren. Die übrigen Boote schieden aus.
In den beiden Halbfinals kamen die ersten drei Boote ins Finale A, die restlichen ins Finale B zur Ermittlung der Plätze 7 bis 12.
Die jeweils qualifizierten Boote sind hellgrün unterlegt.

## Titelträger
| Olympiasieger | Vereinigtes Königreich Besatzung: Tom James, Steve Williams, Peter Reed, Andrew Triggs Hodge | Peking 2008 |
| Weltmeister   | Vereinigtes Königreich Besatzung: Matt Langridge, Richard Egington, Tom James, Alex Gregory  | Bled 2011   |

## Bootsbesatzung
| Boot               | Besatzung                                                                          |
| ------------------ | ---------------------------------------------------------------------------------- |
| Australien         | James Chapman, Joshua Dunkley-Smith, Drew Ginn, William Lockwood                   |
| Deutschland        | Gregor Hauffe, Urs Käufer, Sebastian Schmidt, Toni Seifert                         |
| Griechenland       | Ioannis Christou, Stergios Papachristos, Giannis Tsilis, Georgios Tziallas         |
| Großbritannien     | Alex Gregory, Tom James, Peter Reed, Andrew Triggs Hodge                           |
| Italien            | Luca Agamennoni, Vincenzo Capelli, Mario Paonessa, Simone Venier                   |
| Kanada             | William Dean, Anthony Jacob, Derek O’Farrell, Michael Wilkinson                    |
| Neuseeland         | Chris Harris, Sean O’Neill, Jade Uru, Tyson Williams                               |
| Niederlande        | Kaj Hendriks, Ruben Knab, Boaz Meylink, Mechiel Versluis                           |
| Rumänien           | Marius Cozmiuc, Florin Curuea, Alexandru Palamariu, Cristi Ilie Pîrghie            |
| Serbien            | Radoje Đerić, Goran Jagar, Miloš Vasić, Miljan Vuković                             |
| Tschechien         | Milan Bruncvík, Michal Horváth, Matyáš Klang, Jakub Podrazil                       |
| Vereinigte Staaten | Charles Cole, Scott Gault, Glenn Ochal, Henrik Rummel                              |
| Belarus            | Aljaksandr Kasubouski, Wadsim Ljalin, Dsjanis Mihal, Stanislau Schtscharbatschenja |

## Vorläufe
30. Juli 2012

### Vorlauf 1
| Platz | Boot        | Besatzung                                                        | Zeit (min) |
| ----- | ----------- | ---------------------------------------------------------------- | ---------- |
| 1     | Australien  | James Chapman, Joshua Dunkley-Smith, Drew Ginn, William Lockwood | 5:47,06    |
| 2     | Deutschland | Gregor Hauffe, Urs Käufer, Sebastian Schmidt, Toni Seifert       | 5:49,84    |
| 3     | Kanada      | William Dean, Anthony Jacob, Derek O’Farrell, Michael Wilkinson  | 5:50,78    |
| 4     | Neuseeland  | Chris Harris, Sean O’Neill, Jade Uru, Tyson Williams             | 5:51,84    |
| 5     | Serbien     | Radoje Đerić, Goran Jagar, Miloš Vasić, Miljan Vuković           | 5:53,35    |

### Vorlauf 2
| Platz | Boot           | Besatzung                                                                          | Zeit (min) |
| ----- | -------------- | ---------------------------------------------------------------------------------- | ---------- |
| 1     | Großbritannien | Alex Gregory, Tom James, Peter Reed, Andrew Triggs Hodge                           | 5:50,27    |
| 2     | Rumänien       | Marius Cozmiuc, Florin Curuea, Alexandru Palamariu, Cristi Ilie Pîrghie            | 5:52,87    |
| 3     | Belarus        | Aljaksandr Kasubouski, Wadsim Ljalin, Dsjanis Mihal, Stanislau Schtscharbatschenja | 5:53,26    |
| 4     | Tschechien     | Milan Bruncvík, Michal Horváth, Matyáš Klang, Jakub Podrazil                       | 5:54,37    |

### Vorlauf 3
| Platz | Boot               | Besatzung                                                                  | Zeit (min) |
| ----- | ------------------ | -------------------------------------------------------------------------- | ---------- |
| 1     | Vereinigte Staaten | Charles Cole, Scott Gault, Glenn Ochal, Henrik Rummel                      | 5:54,88    |
| 2     | Niederlande        | Kaj Hendriks, Ruben Knab, Boaz Meylink, Mechiel Versluis                   | 5:55,99    |
| 3     | Griechenland       | Ioannis Christou, Stergios Papachristos, Giannis Tsilis, Georgios Tziallas | 5:57,71    |
| 4     | Italien            | Luca Agamennoni, Vincenzo Capelli, Mario Paonessa, Simone Venier           | 6:02,01    |

## Hoffnungslauf
31. Juli 2012
| Platz | Boot       | Besatzung                                                        | Zeit (min) |
| ----- | ---------- | ---------------------------------------------------------------- | ---------- |
| 1     | Serbien    | Radoje Đerić, Goran Jagar, Miloš Vasić, Miljan Vuković           | 6:01,97    |
| 2     | Neuseeland | Chris Harris, Sean O’Neill, Jade Uru, Tyson Williams             | 6:03,66    |
| 3     | Italien    | Luca Agamennoni, Vincenzo Capelli, Mario Paonessa, Simone Venier | 6:04,27    |
| 4     | Tschechien | Milan Bruncvík, Michal Horváth, Matyáš Klang, Jakub Podrazil     | 6:04,27    |

## Halbfinale
2. August 2012

### Lauf 1
| Platz | Boot           | Besatzung                                                                          | Zeit (min) |
| ----- | -------------- | ---------------------------------------------------------------------------------- | ---------- |
| 1     | Großbritannien | Alex Gregory, Tom James, Peter Reed, Andrew Triggs Hodge                           | 5:58,26    |
| 2     | Australien     | James Chapman, Joshua Dunkley-Smith, Drew Ginn, William Lockwood                   | 5:59,23    |
| 3     | Niederlande    | Kaj Hendriks, Ruben Knab, Boaz Meylink, Mechiel Versluis                           | 6:03,71    |
| 4     | Italien        | Luca Agamennoni, Vincenzo Capelli, Mario Paonessa, Simone Venier                   | 6:05,00    |
| 5     | Belarus        | Aljaksandr Kasubouski, Wadsim Ljalin, Dsjanis Mihal, Stanislau Schtscharbatschenja | 6:05,26    |
| 6     | Serbien        | Radoje Đerić, Goran Jagar, Miloš Vasić, Miljan Vuković                             | 6:07,41    |

### Lauf 2
| Platz | Boot               | Besatzung                                                                  | Zeit (min) |
| ----- | ------------------ | -------------------------------------------------------------------------- | ---------- |
| 1     | Vereinigte Staaten | Charles Cole, Scott Gault, Glenn Ochal, Henrik Rummel                      | 6:01,72    |
| 2     | Griechenland       | Ioannis Christou, Stergios Papachristos, Giannis Tsilis, Georgios Tziallas | 6:02,61    |
| 3     | Deutschland        | Gregor Hauffe, Urs Käufer, Sebastian Schmidt, Toni Seifert                 | 6:04,61    |
| 4     | Neuseeland         | Chris Harris, Sean O’Neill, Jade Uru, Tyson Williams                       | 6:06,36    |
| 5     | Kanada             | William Dean, Anthony Jacob, Derek O’Farrell, Michael Wilkinson            | 6:08,90    |
| 6     | Rumänien           | Marius Cozmiuc, Florin Curuea, Alexandru Palamariu, Cristi Ilie Pîrghie    | 6:12,74    |

## Finale

### Finale B
4. August 2012, 11:30 Uhr MESZ

Anmerkung: zur Ermittlung der Plätze 7 bis 12
| Platz | Boot       | Besatzung                                                                          | Zeit (min) | Anmerkung                      |
| ----- | ---------- | ---------------------------------------------------------------------------------- | ---------- | ------------------------------ |
| 7     | Belarus    | Aljaksandr Kasubouski, Wadsim Ljalin, Dsjanis Mihal, Stanislau Schtscharbatschenja | 6:09,31    |                                |
| 8     | Italien    | Luca Agamennoni, Vincenzo Capelli, Mario Paonessa, Simone Venier                   | 6:09,42    |                                |
| 9     | Kanada     | William Dean, Anthony Jacob, Derek O’Farrell, Michael Wilkinson                    | 6:11,15    |                                |
| 10    | Serbien    | Radoje Đerić, Goran Jagar, Miloš Vasić, Miljan Vuković                             | 6:11,94    |                                |
| 11    | Neuseeland | Chris Harris, Sean O’Neill, Jade Uru, Tyson Williams                               | 6:11,97    |                                |
| 12    | Rumänien   | Marius Cozmiuc, Florin Curuea, Alexandru Palamariu, Cristi Ilie Pîrghie            | 6:16,20    |                                |
| 13    | Tschechien | Milan Bruncvík, Michal Horváth, Matyáš Klang, Jakub Podrazil                       | –          | im Hoffnungslauf ausgeschieden |

### Finale A
4. August 2012, 12:30 Uhr MESZ

Anmerkung: zur Ermittlung der Plätze 1 bis 6
| Platz | Boot               | Besatzung                                                                  | Zeit (min) |
| ----- | ------------------ | -------------------------------------------------------------------------- | ---------- |
| 1     | Großbritannien     | Alex Gregory, Tom James, Peter Reed, Andrew Triggs Hodge                   | 6:03,97    |
| 2     | Australien         | James Chapman, Joshua Dunkley-Smith, Drew Ginn, William Lockwood           | 6:05,19    |
| 3     | Vereinigte Staaten | Charles Cole, Scott Gault, Glenn Ochal, Henrik Rummel                      | 6:07,20    |
| 4     | Griechenland       | Ioannis Christou, Stergios Papachristos, Giannis Tsilis, Georgios Tziallas | 6:11,43    |
| 5     | Niederlande        | Kaj Hendriks, Ruben Knab, Boaz Meylink, Mechiel Versluis                   | 6:14,78    |
| 6     | Deutschland        | Gregor Hauffe, Urs Käufer, Sebastian Schmidt, Toni Seifert                 | 6:16,37    |

Zum vierten Mal in Folge gewinnt ein britisches Boot die Klasse Vierer ohne Steuermann. Insgesamt war es der achte Olympiasieg eines britischen Bootes.